# Мюзахір Сілле
Мюзахір Сілле (тур. Müzahir Sille; 21 вересня 1931, Стамбул — 17 травня 2016, Стамбул) — турецький борець греко-римського стилю, разовий срібний та разовий бронзовий призер чемпіонатів світу, разовий срібний та разовий бронзовий призер чемпіонатів Європи, разовий срібний та разовий бронзовий призер Європейських ігор, разовий срібний та разовий бронзовий призер Кубків світу, учасник Олімпійських ігор.

## Життєпис
Народився в Стамбулі 21 вересня 1931 року. Він почав займатися боротьбою в Стамбульському спортивному клубі в 1949 році. Його тренери: Рагіп Ходжа, Хюсейн Еркмет, Аднан Юрдаер, Халіл Юсес. Його найкращі прийоми боротьби — це сальто та віночок.
У 1955 році він здобув срібну нагороду чемпіонату світу з греко-римської боротьби в Карлсруе, Німеччина, у ваговій категорії до 62 кг, поступившись у фіналі угорцю Імре Поляку.
Посів четверте місце у змаганнях з греко-римської боротьби у ваговій категорії до 62 кг на Олімпійських іграх в Мельбурні 1956 року.
У 1958 році в Будапешті, Угорщина, удруге став віце-чемпіоном світу з греко-римської боротьби у ваговій категорії до 62 кг. У фіналі Сілле знову не зміг здолати Імре Поляка. Батько турецького борця був дуже засмучений цією поразкою і попросив Мюзахіра врятувати честь їхньої сім'ї.
У 1959 році у Стамбулі, Туреччина став третім на Балканському чемпіонаті з греко-римської боротьби у ваговій категорії до 62 кг.
Чемпіон літніх Олімпійських ігор в Римі 1960 року у ваговій категорії до 62 кг. За день до початку змагань Мюзахір Сілле захворів. Лікарі діагностували у нього апендит і сказали, що його потрібно негайно прооперувати. Почувши це, тренер борця Яшар Догу побіг прямо до лікарні. Він сказав Музахіру, який чекав операції на лікарняному ліжку: «Мюзахір, боротьба починається завтра. Якщо тебе прооперують, ти втратиш шанс виграти Олімпійські ігри. Ти більше ніколи не отримаєш такої можливості у своєму житті. Якщо ти помреш, я буду нести твою труну, загорнуту в турецький прапор.» Мюзахір Сілле був прислухався до слів Яшара Догу і відповів: «Я приїхав сюди, щоб стати олімпійським чемпіоном, і ніхто не завадить мені досягти цієї мети. Я теж обіцяв своєму батькові». На Олімпійському турнірі він виграв п'ять поєдинків та дійшов до фіналу, де з рахунком 4—1 переміг угорця Імре Поляка, який декілька років був непереможним і двічі перемагав Сілле у фіналах чемпіонатів світу. Після того, як у Туреччині дізнались, що Мюзахір Сілле став олімпійським чемпіоном, вулицями стамбульського району Еюпсултан бігла босонога жінка — його мати і кричала; «Я його народила? Я його народила. Він мій син?» Коли Мюзахір повернувся додому, він віддав батькові скриньку з медаллю зі словами: «Ось, тату, я врятував честь нашої сім'ї».
У 1964 році Сілле взяв участь у третій своїй Олімпіаді. На змаганнях з греко-римської боротьби у ваговій категорії до 62 кг, що проходили в Токіо, вибув після другого кола, не потрапивши в число призерів.
У 1961 році він перейшов до клубу німецької Бундесліги KSV Witten 07, де продовжив свою кар'єру в Німеччині з такими легендарними іменами турецької боротьби, як Мітхат Байрак та Ахмет Білек. З «Віттеном» він виграв кілька командних чемпіонатів Німеччини в 1970, 1974, 1978, 1980, 1981, 1983 і 1986 роках. Почав працювати тренером у 1986 році. Після завершення кар'єри борця Сілле повернувся до Стамбула, щоб розпочати кілька некомерційних проєктів, головним чином спрямованих на допомогу бездомним.
Помер від серцевої недостатності у Стамбулі 17 травня 2016 року.
Міністерство молоді та спорту Туреччини у 2017 році оголосило, що спортивний комплекс у районі Гірне отримав назву на честь Мюзахіра Сілле «Champion Müzahir Sille Indoor Sports Hall».

## Спортивні результати на міжнародних змаганнях

### Виступи на Олімпіадах
| Змагання                    | Збірна    | Вагова категорія                 | Місце  |
| --------------------------- | --------- | -------------------------------- | ------ |
| Літні Олімпійські ігри 1956 | Туреччина | греко-римська боротьба, до 62 кг | 4      |
| Літні Олімпійські ігри 1960 | Туреччина | греко-римська боротьба, до 62 кг | Золото |

### Виступи на Чемпіонатах світу
| Змагання                        | Збірна    | Вагова категорія                 | Місце  |
| ------------------------------- | --------- | -------------------------------- | ------ |
| Чемпіонат світу з боротьби 1955 | Туреччина | греко-римська боротьба, до 62 кг | Срібло |
| Чемпіонат світу з боротьби 1958 | Туреччина | греко-римська боротьба, до 62 кг | Срібло |

### Виступи на Балканських чемпіонатах
| Змагання                              | Збірна    | Вагова категорія                 | Місце  |
| ------------------------------------- | --------- | -------------------------------- | ------ |
| Балканський чемпіонат з боротьби 1959 | Туреччина | греко-римська боротьба, до 62 кг | Бронза |